# 阿尔法勒特
阿尔法勒特（英語：Alpharetta）是一个位于美国佐治亚州富尔顿县北部的一个城市，也是亚特兰大的郊区之一。2010年人口调查显示阿尔法勒特的人口数量为57,551。2014年阿尔法勒特的人口数量约为63,038。

## 历史
19世纪30年代，由于美国政府通过了《印第安人迁移法案》，住在乔治亚州和美国南方的切罗基人被迫迁移至印第安领地（英語：Indian Territory，即现在的奥克拉荷马州）。切罗基人迁走之后，一些美国的农民和拓荒者便来到阿尔法勒特，安顿在切罗基人曾居住的一片从北乔治亚山到查特胡奇河（英語：Chattahoochee River）的土地上。
这个区域最早的标志性建筑物是新希望营地（英語：New Prospect Camp Ground），位于现在阿尔法勒特市中心附近的一座天然泉水旁。新希望营地后来成为了当地定居者进行交易的场所。1858年12月11日，阿尔法勒特成为一座自治市（英語：chartered city），当时这座城被叫做米尔顿镇（英語：Town of Milton）。在1931年之前，米尔顿镇是米尔顿县（英語：Milton County, Georgia）的首府。1931年正逢美国大萧条，因此米尔顿县不得已和富尔顿县合并以避免城市破产。
城市现在的名字来源于19世纪一首歌谣《蓝色朱尼亚塔》中的一个虚构的印第安女孩Alfarata。也有人认为城市的名字来源于希腊字母阿尔法（alpha）。

## 地理

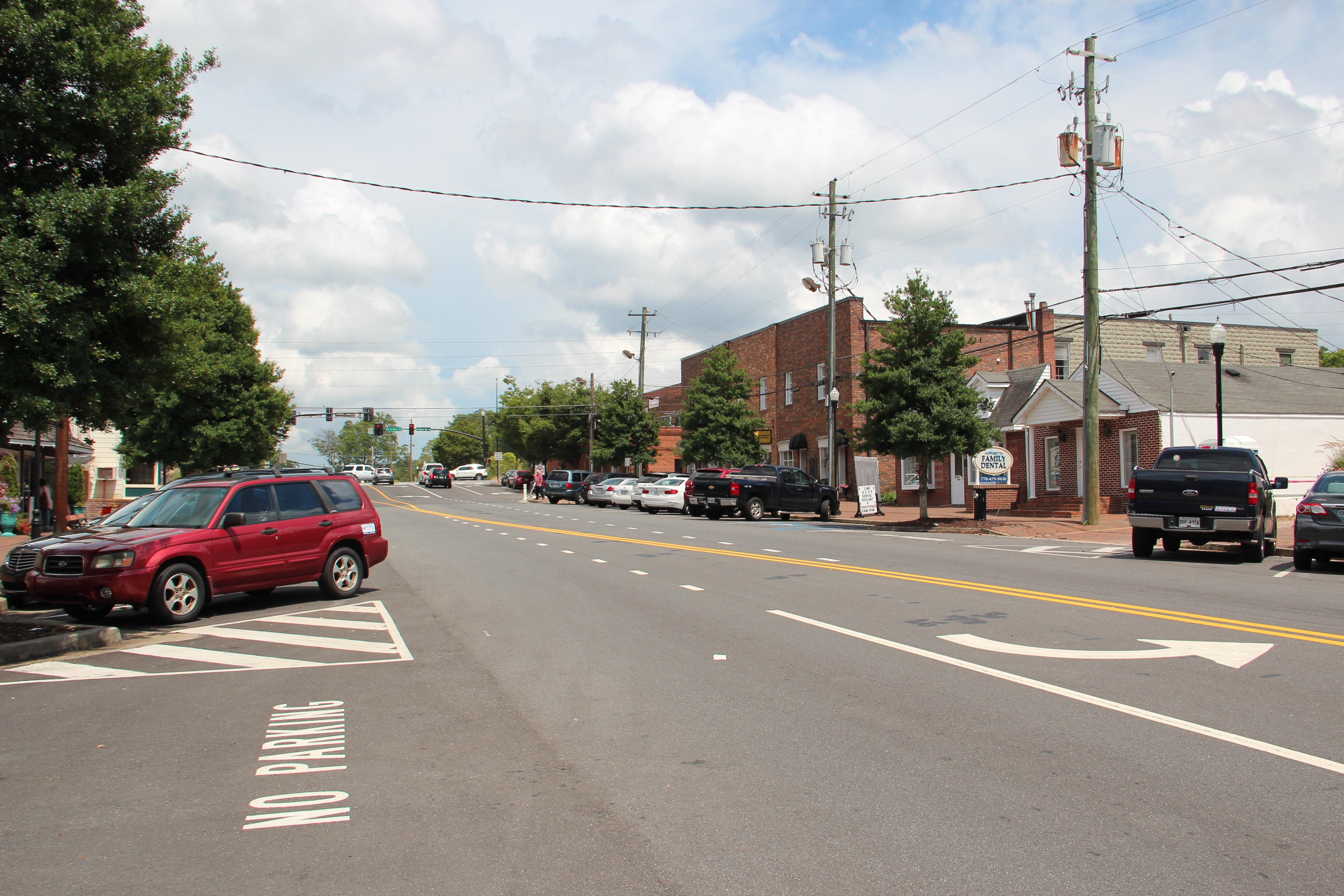
阿尔法勒特市中心

阿尔法勒特位于富尔顿县北部，经纬度位置为34°4′24″N 84°16′52″W / 34.07333°N 84.28111°W（34.073318, −84.281086）。阿尔法勒特东南边是约翰克里克市，西南边是罗斯韦尔市，北边是米尔顿市，东北边则和福赛斯县接壤。阿尔法勒特市中心在亚特兰大市中心北边42公里处（26英里）。